# Peucedanum vourinense
Peucedanum vourinense är en flockblommig växtart som först beskrevs av Leute, och fick sitt nu gällande namn av Per Hartvig. Peucedanum vourinense ingår i släktet siljor, och familjen flockblommiga växter. Inga underarter finns listade i Catalogue of Life.